# Islero
Islero es el nombre del toro de 495 kilos, de la ganadería de Eduardo Miura, que corneó mortalmente al famoso torero Manolete. Era de color negro entrepelado y bragado y, con el número 21, fue el quinto toro de la corrida —el segundo del lote de Manolete— del 28 de agosto de 1947, en la plaza de toros de Santa Margarita de Linares, Jaén, España.
Manolete alternaba con Rafael Vega de los Reyes «Gitanillo de Triana II» y Luis Miguel Dominguín.
El diestro cordobés entró a matar al volapié muy despacio cuando Islero le corneó en el muslo derecho, perforando el triángulo femoral e interesándole la arteria femoral y otros vasos sanguíneos de la ingle derecha. Antes de que Islero muriera finalmente, intentó cornear al herido Manolete algunas veces más.
Manolete fue operado en la enfermería de la plaza y llegó a recobrar la conciencia. En los últimos tiempos ha cobrado fuerza la teoría de que Manolete no murió realmente por la cornada de Islero, sino porque la sangre que le fue transfundida se encontraba contaminada.
La piel de Islero está en el Museo Taurino Municipal de Córdoba, en una sala dedicada a Manolete. Su craneo se encuentra en el restaurante "Casa Parrondo", en Madrid. 
Su madre, Islera, fue sacrificada en 1949, siguiendo la tradición de dar muerte a la vaca que había parido un toro que hubiera matado a un torero. Su cabeza se exhibe en La Maestranza.

## Legado
La expresión «ser el toro que mató a Manolete» indica que alguien está siendo exageradamente culpado de todo tipo de males.
El Lamborghini Islero es un automóvil deportivo cuya denominación refiere al toro; la marca acostumbra nombrar sus modelos con palabras de la tauromaquia.
Elementos destacados del estamento militar del régimen del general Francisco Franco nombraron al conjunto de investigaciones para el uso de reactores nucleares para producción de energía eléctrica como «Proyecto Islero», en homenaje a este toro, que sacudió España como dicho proyecto sacudiría Europa, con el objetivo de ocultar el verdadero objetivo de las investigaciones: desarrollar y fabricar clandestinamente armamento nuclear de fisión.
Mitsuruggy grabó una canción que lleva el nombre de Islero.